# Райна Баракова
Райна Томова Баракова е българска революционерка, деятелка на Вътрешната македоно-одринска революционна организация.

## Биография
Родена е в 1878 година в град Битоля, тогава в Османската империя. Взима дейно участие в националноосвободителните борби на българите в Македония. Влиза във ВМОРО и развива широка революционна дейност, като действа като куриерка и ятачка на революционерите. Заради революционната си дейност е осъдена на смърт от османските власти в 1912 година и отново от сръбските власти в 1915 година, но е освободена от затвора от настъпващите български части по време на Първата световна война, които влизат в Битоля в същата 1915 година.
Женена е за българския революционер Тома Бараков, войвода в Илинденско-Преображенското въстание, загинал по време на въстанието.
На 5 юли 1943 година като жителка на София подава молба за българска народна пенсия, която е одобрена и пенсията е отпусната от Министерския съвет на Царство България.